# Saliena
Saliena – wieś na Łotwie, w novadsie Górna Dźwina, nad Tartaciņą, przy drodze regionalnej P69, siedziba administracyjna pagastsu Saliena. W 2009 roku liczyła 302 mieszkańców.
Dawniej miejscowość nosiła nazwę Salonāja lub Salanāja. We wsi mieścił się niegdyś dwór i majątek. W latach 1919–1920 siedziba tymczasowej gminy Sołonaj na obszarze tzw. administracyjnego okręgu wileńskiego. W lipcu 1920 roku obszar gminy (oraz pięciu innych sąsiednich gmin o łącznej powierzchni 1,5 tys. km²) został przejęty przez Łotyszy i włączony do Łotwy. W czasach radzieckich w miejscowości znajdowała się siedziba kołchozu „Iskra”.